# Oreopsyche millierella
Oreopsyche millierella är en fjärilsart som beskrevs av Jean Baptiste Boisduval 1852. Oreopsyche millierella ingår i släktet Oreopsyche och familjen säckspinnare. Inga underarter finns listade i Catalogue of Life.